# Araneus lenzi
Araneus lenzi är en spindelart som först beskrevs av Roewer 1942.  Araneus lenzi ingår i släktet Araneus och familjen hjulspindlar.
Artens utbredningsområde är Madagaskar. Inga underarter finns listade i Catalogue of Life.